# Saison 2012 du Kashiwa Reysol
Maillots
Dernière mise à jour : 2 octobre 2012.
Chronologie
Saison précédente Saison suivante
La saison 2012 du Kashiwa Reysol est la 2e saison du club en première division du championnat du Japon.